# Economia do México
A Economia do México é, atualmente, a 13a maior do mundo por PIB nominal, bem como a 11a maior por Poder de Compra, e a segunda economia da América Latina, atrás do Brasil, a 4a economia da América. Porém, se considerarmos sua Paridade de Poder de Compra, a economia mexicana torna-se a 3ª. Depois da independência do México, produtos como algodão, café, sisal e cana-de-açúcar destinados ao consumo interno passaram a ser parte importante da economia mexicana.

## História
O crescimento econômico médio anual entre 1876 e 1910 foi de 3,3%. A repressão política, a reeleição repetida de Díaz, e a enorme desigualdade de renda exacerbada pelo sistema de distribuição de terras em grandes propriedades que empregavam milhares de camponeses em condições precárias foram as principais causas que levaram à Revolução Mexicana (1910-1917) conflito armado que transformou radicalmente a estrutura política e a econômica.
Durante a década de 1940, a  estabilidade política, os recursos naturais e a influência de capitais americanos, possibilitaram o crescimento da economia mexicana, juntamente com crescimento da população é a intervenção estatal no sistema produtivo. Na década de 1960 são estatizados setores como o do petróleo (explorado pela PEMEX, estatal criada em 1938) e o da energia elétrica. A partir da década de 1970, os maiores componentes das exportações passaram a ser: petróleo, gás natural e seus derivados. O crônico déficit comercial do país foi revertido a partir de 1982.
O presidente de la Madrid foi o primeiro a implementar reformas de caráter neoliberais, seu governo recorreu a desvalorizações, o que resultou em inflação alta, que chegaram a 159,7% ao ano em 1987. Alguns efeitos das políticas neoliberales de seu governo foram o aumento do déficit e endividamento crônico. Durante o governo do presidente Carlos Salinas de Gortari, 1988 -1994, o gasto fiscal aumentou para níveis recordes, enquanto o peso mexicano foi sobrevalorizada. O elevado déficit reduziu o fluxo de investimentos e geração de empregos.
Após seis anos de reformas econômicas neoliberais, políticas Consenso Washigton levou à crise econômica no México, em 1994. Ele foi causado pela falta de reservas internacionais, fazendo com que a desvalorização do peso mexicano, durante os primeiros dias da presidência de Ernesto Zedillo.
Ao longo da última década o crescimento econômico do México manteve-se abaixo de 1 por cento, menos de metade da média da região, desde o ano 2000. México teve uma taxa de pobreza de 52,3 por cento em 2012, mantendo-se no mesmo nível registrado em 1994 (52,4 por cento). A balança de pagamentos ainda é fortemente pressionada pelo serviço da dívida externa, uma das maiores do mundo.

### Milagre mexicano
O Milagre mexicano é um termo utilizado para se referir a uma série de reformas econômicas e sociais no México, que produziram um sustentável crescimento econômico de 3 a 4% e modestos 3% de inflação anualmente entre as décadas de 1940 e 1970.

#### Antecedentes
Este crescimento foi sustentado pelo aumento do compromisso do governo à educação básica para a população em geral no final de 1920 através da década de 1940. As taxas de inscrição dos jovens do país triplicou durante este período e, por conseguinte, quando esta geração foi utilizado na década de 1940 sua produção econômica foi mais produtivo. Além disso, o governo promoveu o desenvolvimento das indústrias de bens de consumo voltados para mercados internos, impondo altas tarifas protecionistas e outros obstáculos à importação. A quota das importações sujeitas a licenciamento passou de 28 por cento em 1956 para uma média de mais de 60 por cento durante os anos 1960 e cerca de 70 por cento em 1970. A indústria foi responsável por 22 por cento da produção total em 1950, 24 por cento em 1960, 29 por cento em 1970. A quota de produção total resultante da agricultura e outras atividades primárias diminuiu durante o mesmo período, enquanto serviços manteve-se constante. O governo promoveu a expansão industrial através de investimento público na agricultura, energia e infraestrutura de transporte. As cidades cresceram rapidamente durante estes anos, refletindo a mudança de emprego da agricultura para a indústria e serviços. A população urbana aumentou a um ritmo elevado depois de 1940 (ver Urban Society, cap. 2). Crescimento da força de trabalho urbana ultrapassou até mesmo a taxa de crescimento do emprego industrial, com os trabalhadores excedentários, tendo o pagamento do serviço de empregos de baixa.

## Agricultura e pecuária

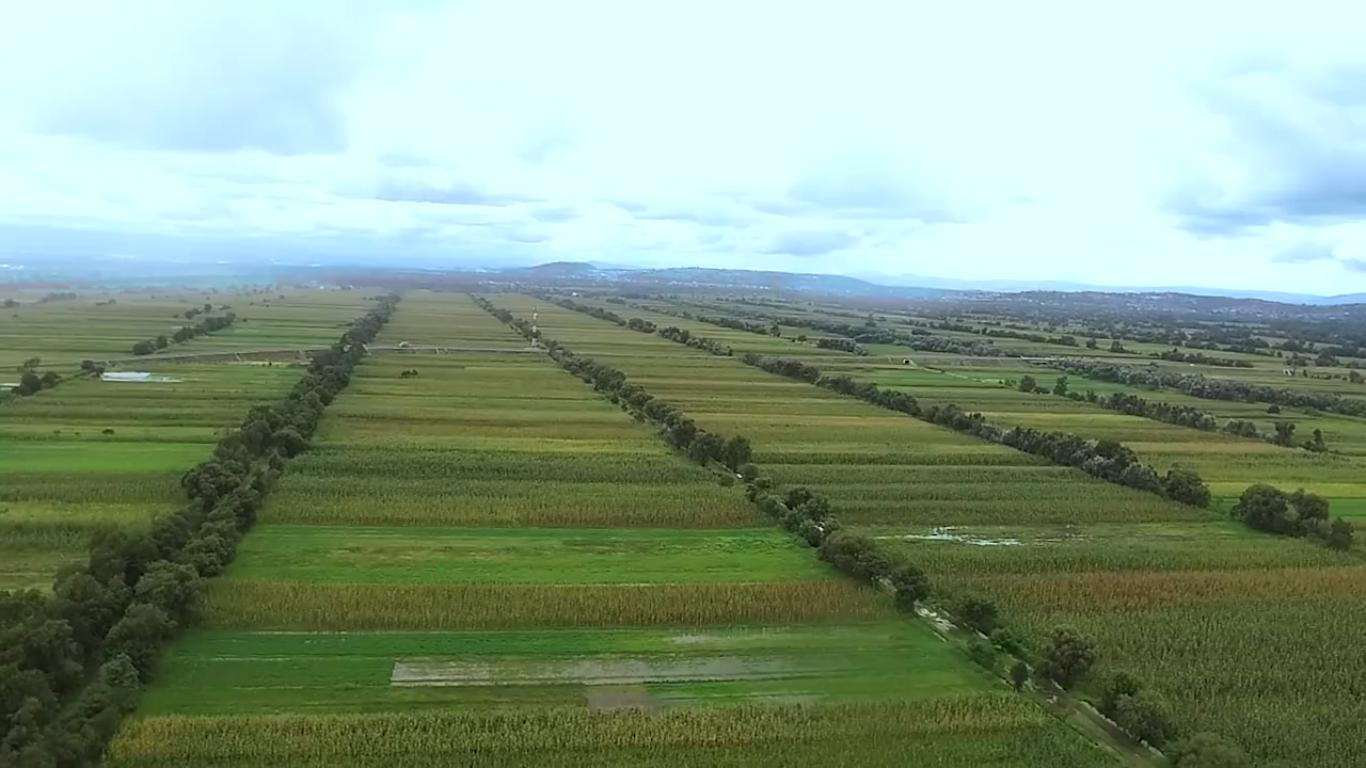
Milho, o cultivo mais tradicional do México

O México tem uma agricultura extremamente desenvolvida e diversificada, estando na lista dos 10 maiores produtores mundiais de vários produtos, muito em parte devido às suas parcerias comerciais com o resto do mundo. Em 2018 o país produziu 56,8 milhões de toneladas de cana-de-açúcar (6º maior produtor do mundo), 27,1 milhões de toneladas de milho (8º maior produtor do mundo), 4,7 milhões de toneladas de laranja (4º maior produtor do mundo), 4,5 milhões de toneladas de tomate (9º maior produtor do mundo), 4,5 milhão de toneladas de sorgo (6º maior produtor do mundo), 3,3 milhões de toneladas de pimenta chili (2º maior produtor do mundo), 2,5 milhão de toneladas de limão (2º maior produtor do mundo), 2,2 milhões de toneladas de manga (5º maior produtor do mundo), 2,1 milhões de toneladas de abacate (maior produtor do mundo), 1,15 milhão de toneladas de coco (6º maior produtor do mundo) e 1 milhão de toneladas de mamão (3º maior produtor do mundo). Além destes, o México também produziu em 2018: 2,9 milhões de toneladas de trigo, 2,3 milhões de toneladas de banana, 1,8 milhão de toneladas de batata, 1,5 milhão de toneladas de cebola, 1,4 milhão de toneladas de melancia, 1,2 milhão de toneladas de feijão, 1 milhão de toneladas de abacaxi, 1 milhão de toneladas de cevada, 1 milhão de toneladas de pepino/picles, 983 mil toneladas de óleo de palma, além de produções menores de outros produtos agrícolas.
De modo geral, o país é o maior produtor mundial de abacate, um dos 5 maiores produtores mundiais de pimenta, limão, laranja, manga, mamão, morango, toranja, abóbora e aspargos, e um dos 10 maiores produtores mundiais de cana-de-açúcar, milho, sorgo, feijão, tomate, coco, abacaxi, melão e mirtilo.

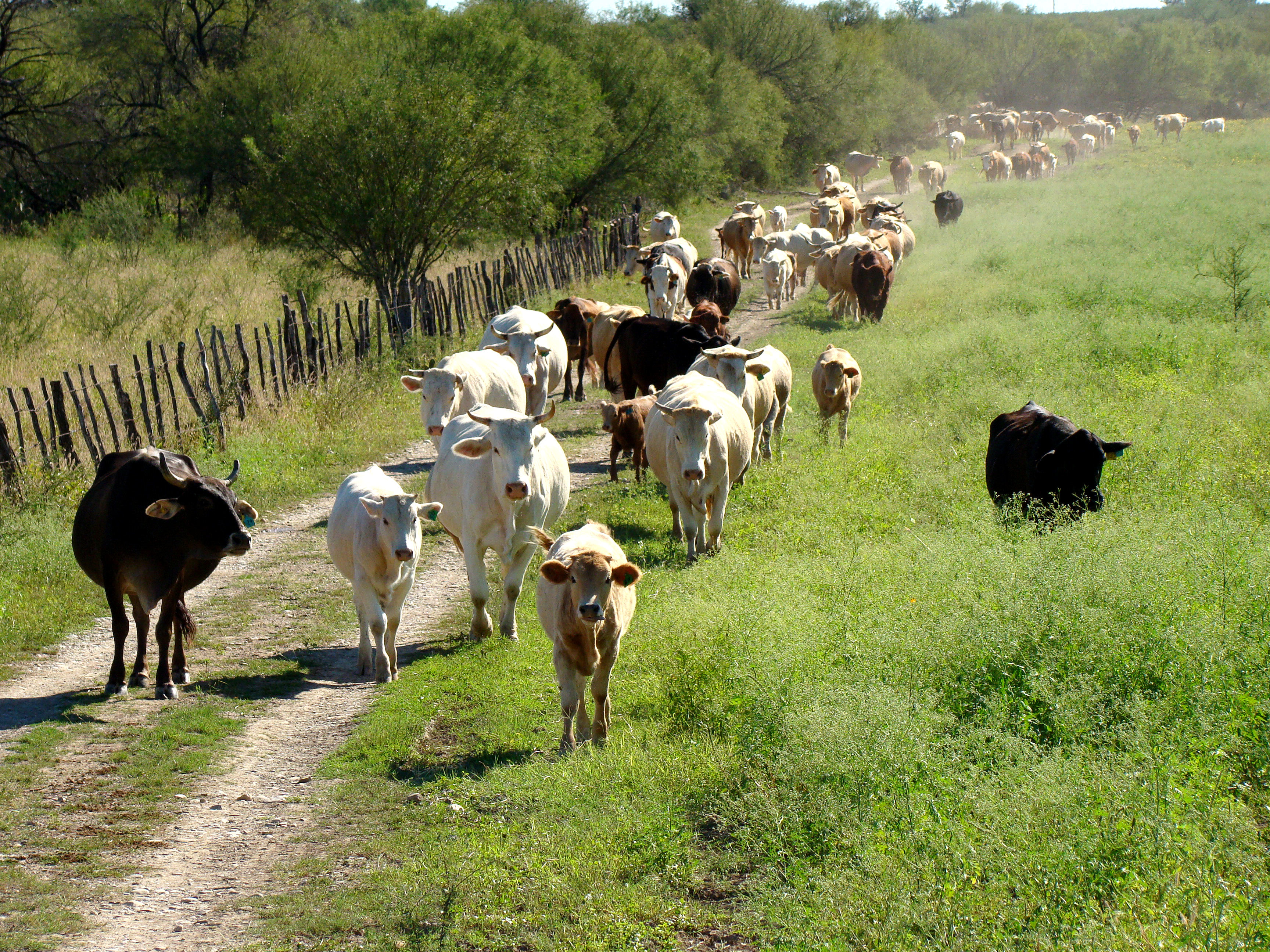
Criação bovina no México

Na pecuária, o México foi, em 2018, o 6º maior produtor do mundo de carne bovina (1,9 milhões de toneladas), o 6º maior produtor do mundo de carne de frango (3,3 milhões de toneladas), o 9º maior produtor de mel (64,2 mil toneladas), o 13º maior produtor do mundo de leite de vaca (12 bilhões de litros) e o 15º maior produtor do mundo de carne suína (1,4 milhões de toneladas), entre outros.
A aridez torna improdutiva grande parte do território mexicano, o restante tem relevo demasiadamente irregular para o aproveitamento agrícola. As zonas que permitem o cultivo não ultrapassam 15% do território.
Os cultivos são cana de açúcar, milho, sorgo, trigo, laranja, tomate, banana, feijão, batata, uva, algodão nas planícies costeiras do Golfo do México (cana-de-açúcar) e nas terras temperadas e quentes de Vera Cruz e no sul do país, o café.
Nas cercanias das grandes cidades se desenvolve a produção leiteira. Segue-se em importância econômica a criação de suínos, e em menor escala de ovinos.
No final do século XX a agricultura absorvia um terço de mão de obra, mas seu produto bruto era muito inferior da indústria e dos serviços. Os cultivos irrigados são produzidos em médias e grandes extensões de terra, nas quais seus donos podem livremente aproveita com tudo quem tem.

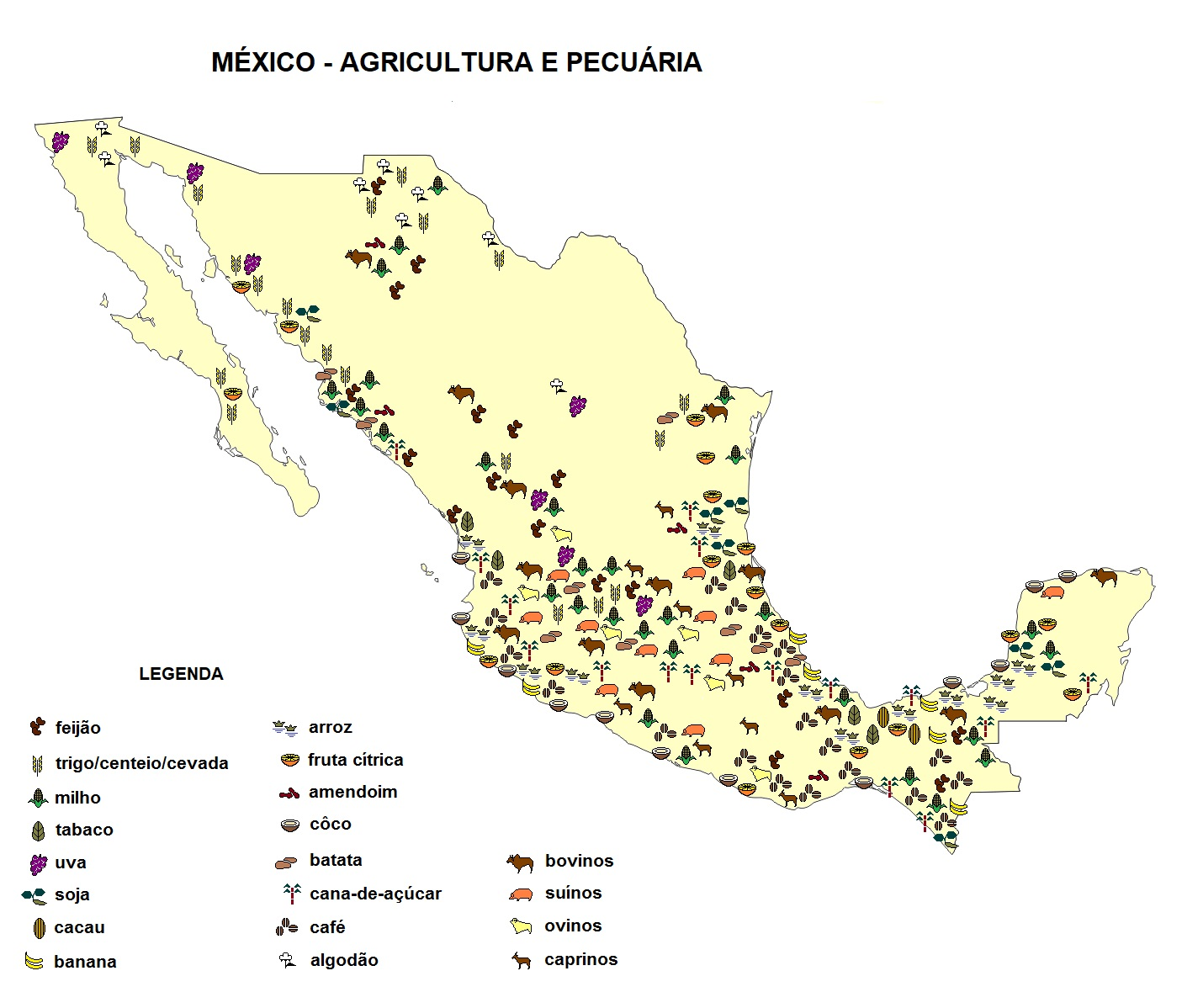
México - Agricultura e Pecuária

## Pesca e recursos florestais
"A pesca marítima se desenvolveu na segunda metade do século XX, com destaque, pelo volume de captura, para os postos da baixa Califórnia. Quase todas as empresas pesqueiras se desenvolveram com estes volumes de captura de peixe pois era necessária mão de obra, de preferência barata. As espécies mais abundantes são os tunídeos, a sardinha e a anchovinha na costa da Califórnia, enquanto no golfo da Califórnia, no litoral sul do pacífico e em algumas zonas do Golfo do México se pescam camarões, em grande parte destinadas a exportação.
Grande parte da cobertura arbórea, sobre tudo no México central, foi desmatada  em excesso, com as sequelas de erosão, perda de solo e deterioração dos micro climas locais. Há extensos bosques de pinheiros e cedros, entre outras madeiras nas partes altas das cerras Madri, e bosques tropicais, com abundantes madeiras de lei, em Yúcatan, techauante pecuária e no sudeste do país. As principais madeiras exploradas são: o pinho e o cedro, porém o México importa pasta para papel, pois a sua produção é insuficiente."

## Mineração

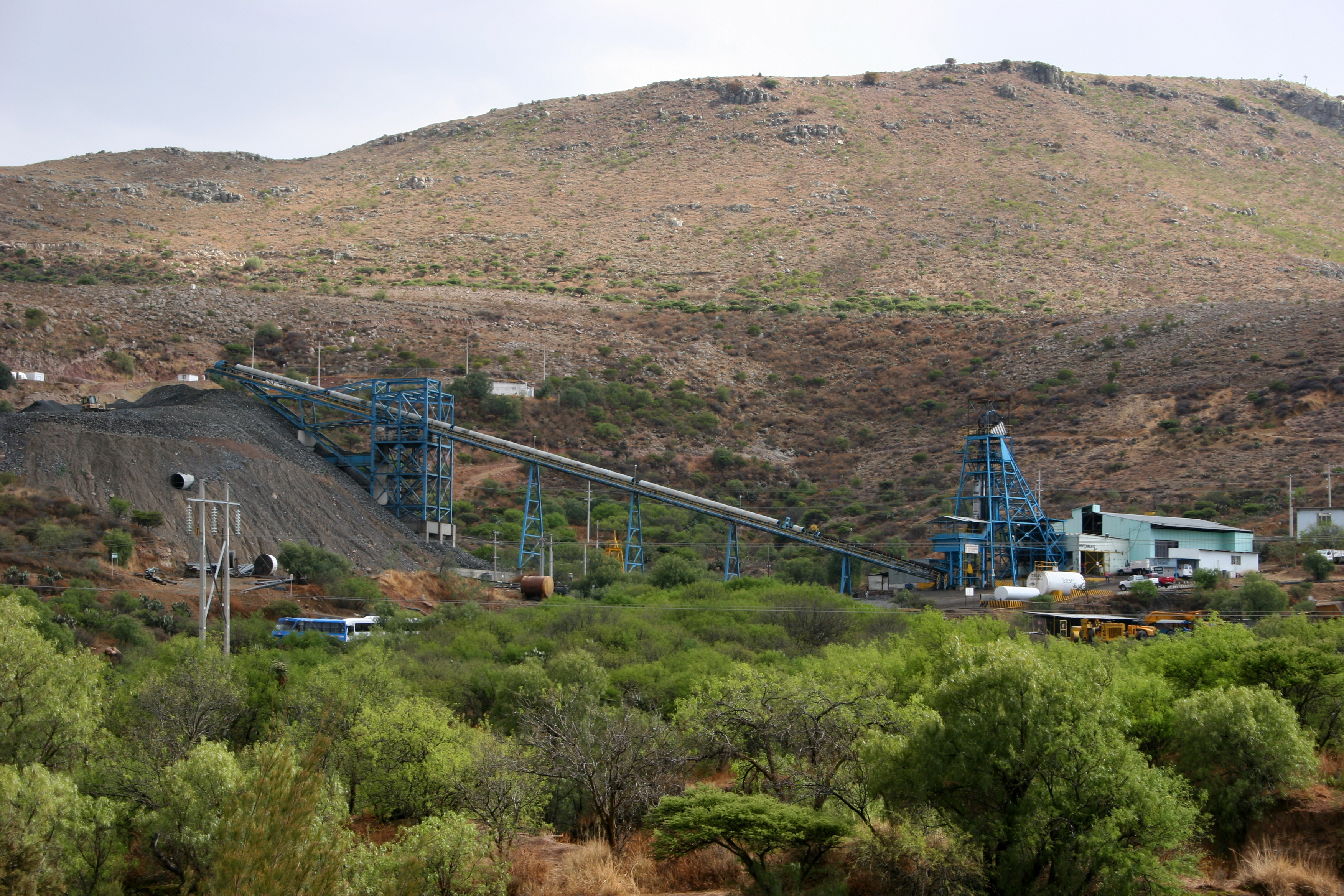
Mineração no México

O México é um grande produtor mineral, tendo sido, em 2019, o maior produtor mundial de prata, o 9º maior produtor mundial de ouro, o 8º maior produtor mundial de cobre, o 5º maior produtor mundial de chumbo, o 6º maior produtor mundial de zinco, o 5º maior produtor mundial de molibdênio, o 3º maior produtor mundial de mercúrio, o 5º maior produtor mundial de bismuto, o 13º maior produtor mundial de manganês e o 23º maior produtor mundial de fosfato. Também é o 8º maior produtor mundial de sal. São também explorados comercialmente: enxofre, minério de ferro, níquel e outros. Entretanto o extrativismo mineral tem diminuído de importância relativa com o desenvolvimento da indústria e da agropecuária.

## Energia

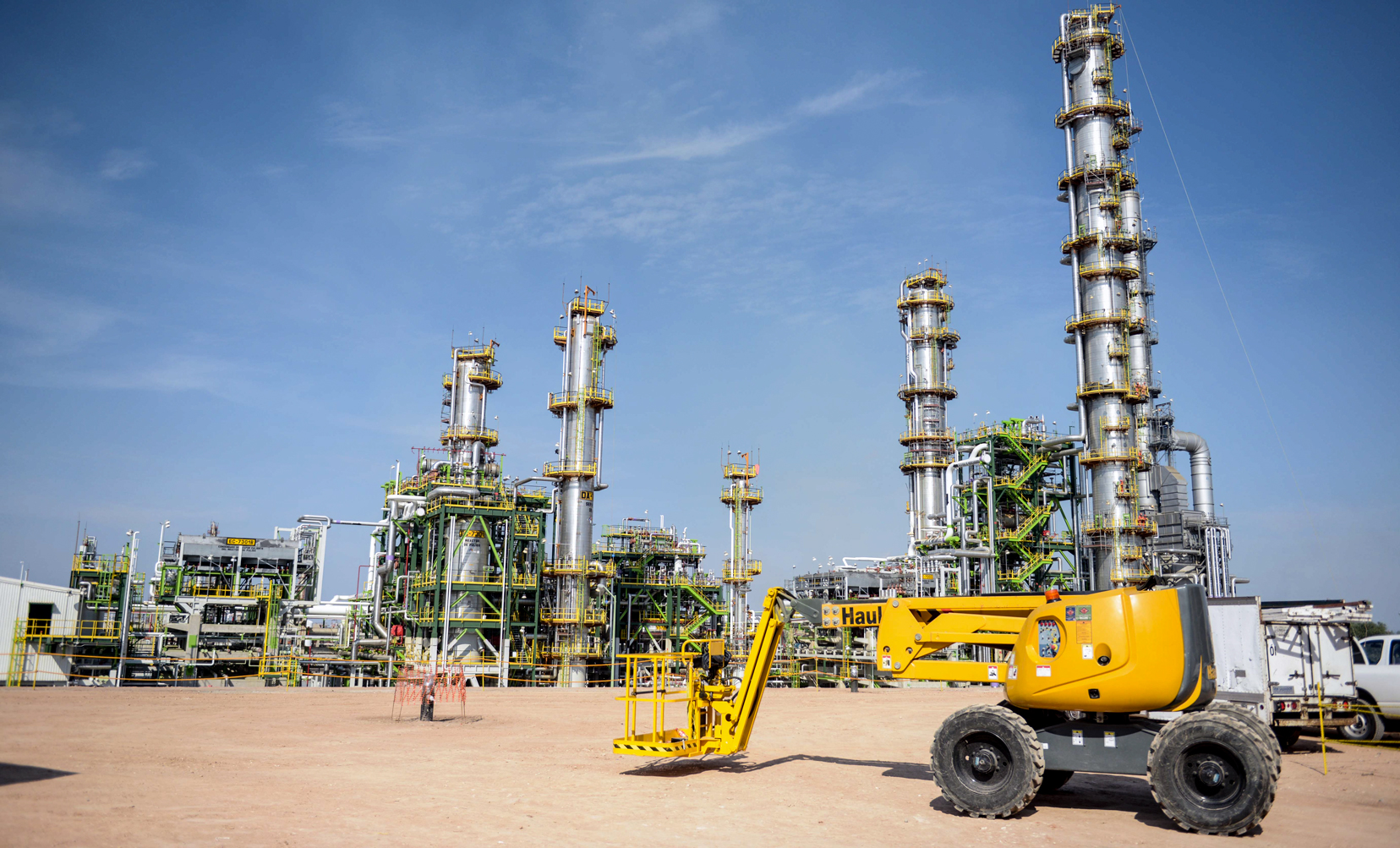
Refinaria da Pemex

A produção comercial de petróleo começou em 1901, e em 1988 o México ocupava o quinto lugar como produtor mundial. As reservas estimam-se em 54 bilhões de barris.
Em 2020, o país era o 14º maior produtor de petróleo do mundo, extraindo 1,7 milhão de barris / dia.
Em 2015, o México foi o 21º maior produtor mundial de gás natural.
Em 2020, o México era o 14º maior produtor de energia eólica do mundo, com 8,1 GW de potência instalada, e o 20º maior produtor de energia solar do mundo, com 5,6 GW de potência instalada. 

## Indústria

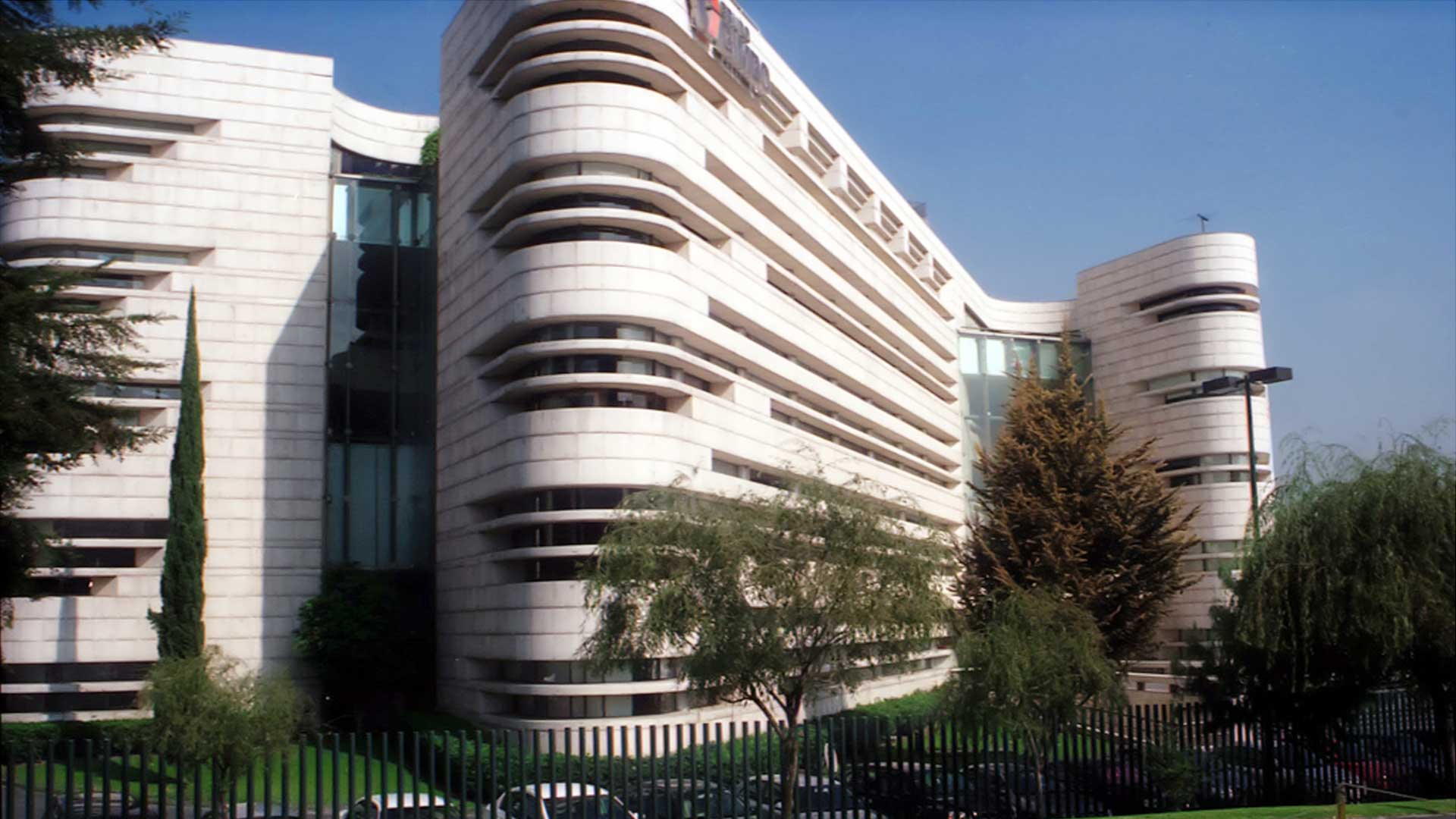
Sede do Grupo Bimbo, empresa alimentícia mexicana

O Banco Mundial lista os principais países produtores a cada ano, com base no valor total da produção. Pela lista de 2019, o México tinha a 12ª indústria mais valiosa do mundo (US $ 217,8 bilhões), a maior da América Latina, até mesmo à frente do Brasil, que havia sido a 13ª neste ano.
A produção industrial mexicana começou a sair da fase artesanal no fim do século XIX. O desenvolvimento do setor manufatureiro, ocorreu na década de 1940, quando a Segunda Guerra Mundial impôs uma política de substituição das importações de bens de consumo.
As indústrias têxteis e alimentícias se seguiram, na segunda metade do século XX, grandes indústrias químicas, petroquímicas, siderúrgicas, mecânicas e outras dedicadas a fabricação de bens de consumo duráveis, como automóveis e eletrodomésticos. A excessiva concentração industrial na cidade do México, em Monterrey e Guadalajara, levaram o governo a criar núcleos de desenvolvimentos em outras áreas. Durante o ano de 2012, o montante de investimento estrangeiro diminuiu 34,9 por cento do que registrado no mesmo período de 2011

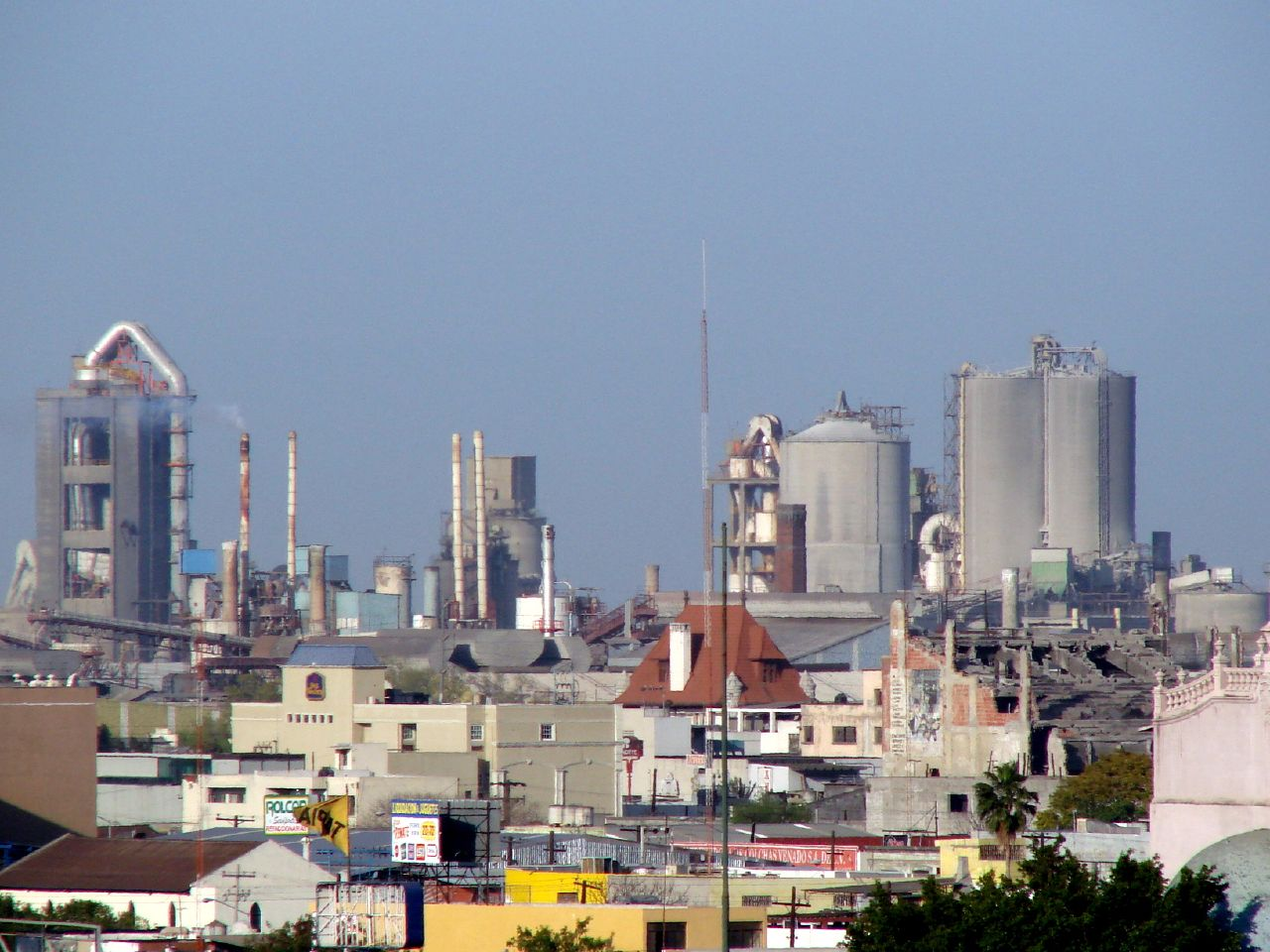
Planta da CEMEX em Monterrey

Aproveitando-se da sua privilegiada prosição geográfica (vizinho dos Estados Unidos e com portos nos Oceanos Atlântico e Pacífico, podendo realizar facilmente exportações para a Europa, China e Japão, entre outros) e dos tratados de livre-comércio assinados ao longo do tempo, a indústria mexicana cresceu exponencialmente. Em 2019, o México foi o 6º maior produtor mundial de veículos, com quase 4 milhões de veículos produzidos. O país também foi o 15º maior produtor mundial de aço neste ano. Em 2018, foi o 4º maior produtor do mundo de cerveja (á base de cevada). Outras indústrias importantes no México são a Cemex, o terceiro maior conglomerado de cimento do mundo; as indústrias de bebidas, que incluem o Grupo Modelo, e o conglomerado FEMSA, o segundo maior engarrafador de Coca-Cola do mundo; a empresa Gruma, maior produtora mundial de farinha e tortilha, com operações na China; e outros como Bimbo, Telmex e Televisa. A indústria maquiladora tornou-se o setor industrial mais conhecido do comércio mexicano. A indústria maquiladora também se beneficiou do NAFTA, já que o salário real do setor aumentou 15,5% desde 1994, embora o salário real do restante das indústrias não maquiladoras tenha crescido mais rápido. Os produtos maquiladores de fronteira podem entrar nos Estados Unidos com isenção de impostos desde o acordo industrial de 1960. Outros setores se beneficiaram do livre comércio, e a porcentagem das exportações de estados não fronteiriços aumentou nos últimos anos, enquanto a porcentagem das exportações da zona maquiladora fronteiriça diminuiu.

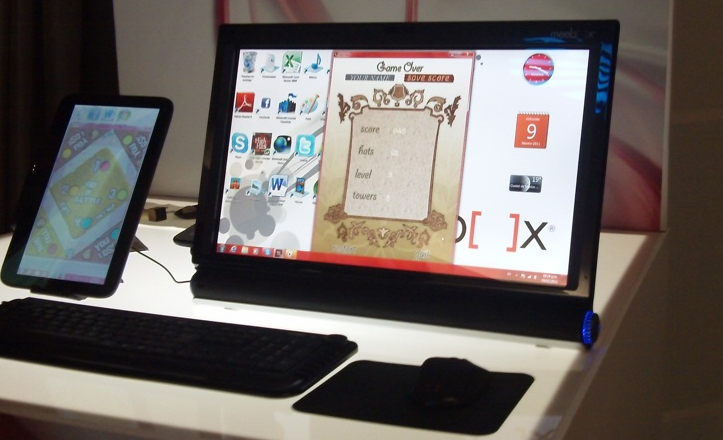
Computador produzido pela empresa mexicana Meebox

A indústria eletrônica do México cresceu enormemente nas últimas duas décadas. O México tem a sexta maior indústria de eletrônicos do mundo, depois da China, Estados Unidos, Japão, Coréia do Sul e Taiwan. O México é o segundo maior exportador de produtos eletrônicos para os Estados Unidos, onde exportou US $ 71,4 bilhões em produtos eletrônicos em 2011. A indústria eletrônica mexicana é dominada pela fabricação e design OEM de televisores, monitores, computadores, telefones celulares, placas de circuito, semicondutores, aparelhos eletrônicos, equipamentos de comunicação e módulos LCD. A indústria eletrônica mexicana cresceu 20% entre 2010 e 2011, ante sua taxa de crescimento constante de 17% entre 2003 e 2009. Em 2015, os eletrônicos representam 30% das exportações do México. O projeto e a fabricação de TVs de plasma de tela plana, LCD e LED foi o maior setor individual da indústria eletrônica mexicana, representando 25% da receita de exportação de eletrônicos do México. Em 2009, o México ultrapassou a Coreia do Sul e a China como o maior fabricante de televisores, com a Sony, Toshiba,  Samsung,  Sharp (por meio da Semex), Zenith, LG, Lanix, TCL, RCA, Phillips, Elcoteq,Tatung, Panasonic e Vizio fabricando televisores CRT, LCD, LED e plasma no México. Devido à posição do México como o maior fabricante de televisão, é conhecido como a capital mundial da televisão na indústria eletrônica. Em 2015, o México era o terceiro maior fabricante de computadores do mundo com empresas nacionais como Lanix,  Texa, Meebox,  Spaceit, Kyoto e empresas estrangeiras como Dell , Sony, HP, Acer, Compaq, Samsung e Lenovo  fabricando vários tipos de computadores em todo o país. A maioria dos computadores fabricados no México são de empresas estrangeiras. O México é o maior produtor de eletrônicos e eletrodomésticos da América Latina.

## Finanças e comércio

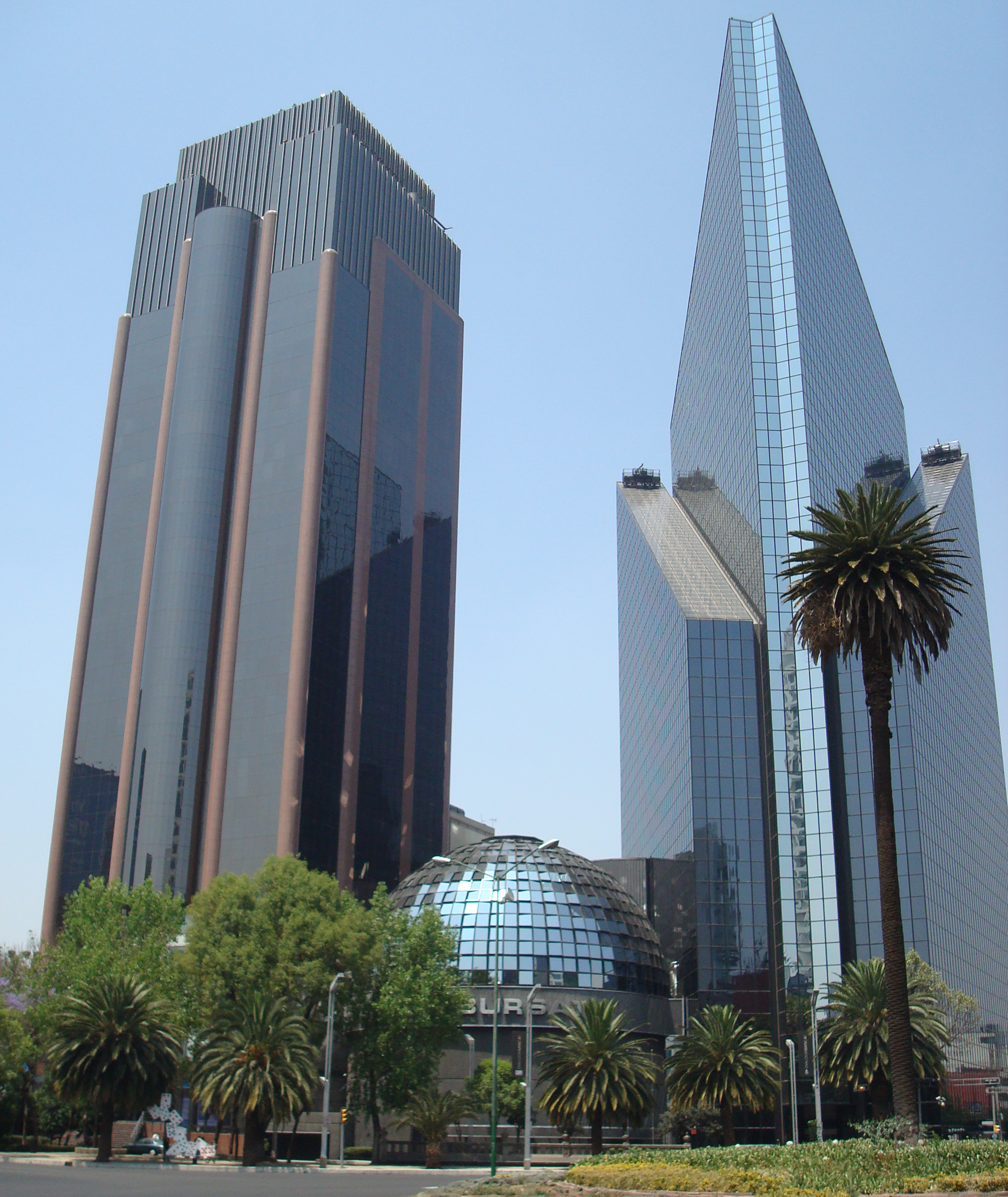
A Bolsa Mexicana de Valores no Paseo de la Reforma, no centro da Cidade do México.

- O sistema financeiro mexicano é comandado pelo Banco Central do México, que regula a política monetária e de financiamento. Funcionam, além disso, numerosas instituições de crédito especializadas. Em meio a uma crise financeira, foram estatizados os bancos privados, em 1982. A medida foi suavizada em meados da década, quando se autorizou a propriedade privada de um terço do capital.

O principal fornecedor do México, e o maior mercado de produtos mexicanos é os Estados Unidos. Há uma grande dependência econômica dos Estados Unidos apesar das restrições impostas pelo governo aos investimentos estrangeiros em setores estratégicos e do permanente esforço para manter o país livre de influências estrangeiras.
Mais de 90% do comércio mexicano está sob acordos de livre comércio (TLC) com 44 países, incluindo os países da União Europeia, Japão, Israel, e grande parte da América Central e América do Sul. O TLC mais influente é o Acordo Norte-Americano de Livre Comércio (NAFTA), que foi assinado em 1992 pelos governos dos Estados Unidos, Canadá e México, e entrou em vigor em 1994. O país faz parte de uma cooperação chamada SMB (Asia-Pacific Economic Cooperation), um bloco econômico que tem por objetivo transformar o Pacífico numa área de livre comércio e que engloba economias asiáticas, americanas e da Oceania. México aderiu à OCDE em 1994.

## Exportações

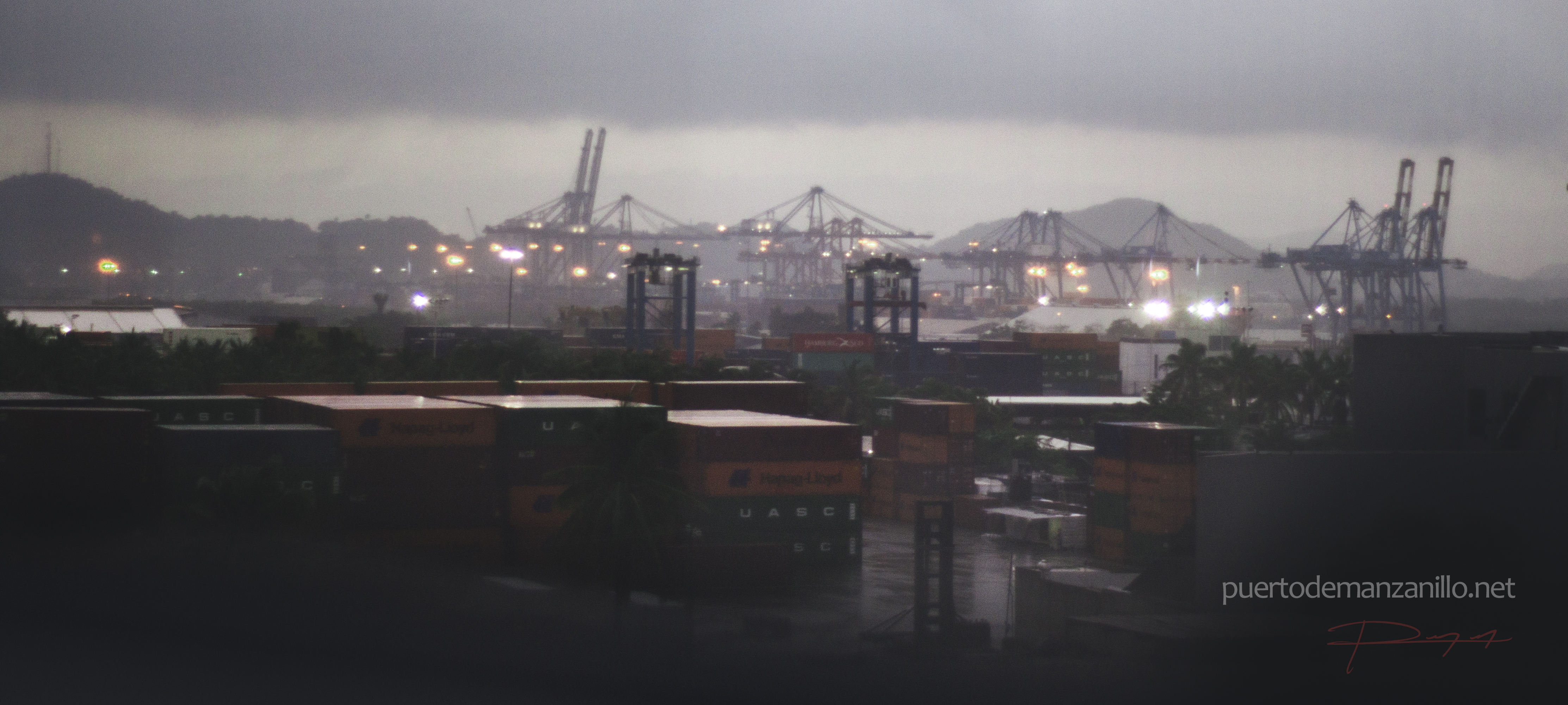
Porto de Manzanillo, o mais movimentado do México

Em 2020, o México foi o 10º maior exportador do mundo (US $ 472 bilhões), 2,5% do total mundial. Mais de 75% das exportações do país vão para os Estados Unidos. Outros dos maiores parceiros comerciais do país são: Canadá, China, Alemanha e Brasil.

## Turismo

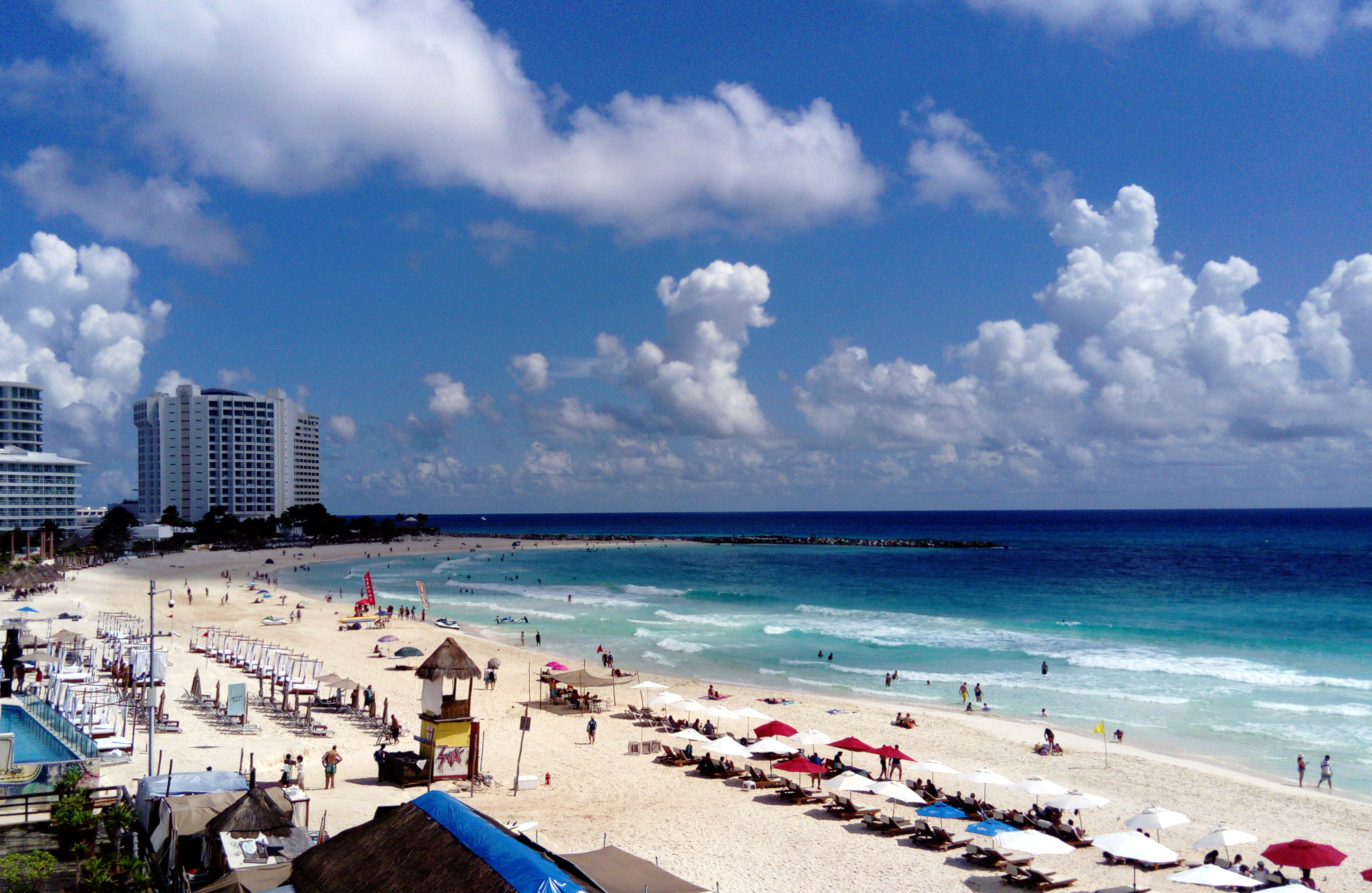
Cancún

O turismo no México é uma atividade econômica importante para o país, classificado no décimo lugar ao nível mundial em termos de chegadas de turistas internacionais, com 23,4 milhões de visitantes em 2011, e a rankea no primeiro lugar dentro da América Latina. As receitas advindas do turismo internacional alcançaram USD 11,869 bilhões em 2011.
Em 2018, o México foi o sétimo país mais visitado do mundo, com 41,4 milhões de turistas internacionais (e receitas de US $ 22,5 bilhões), boa parte deles pela fronteira com os Estados Unidos.
Com 31 sítios, 27 cultural e 4 natural, o México tem o maior número de locais designados pela UNESCO como Patrimônio da Humanidade de qualquer país das Américas, e está em sexto lugar no mundo. As principais atrações turísticas do México são as ruínas arqueológicas das culturas Mesoamericanas, as cidades coloniais e os complexos turísticos de praia.
Também têm importância o turismo cultural, dirigido de preferência a capital, a seus museus e arredores, do Pacífico.

## Transporte e comunicação

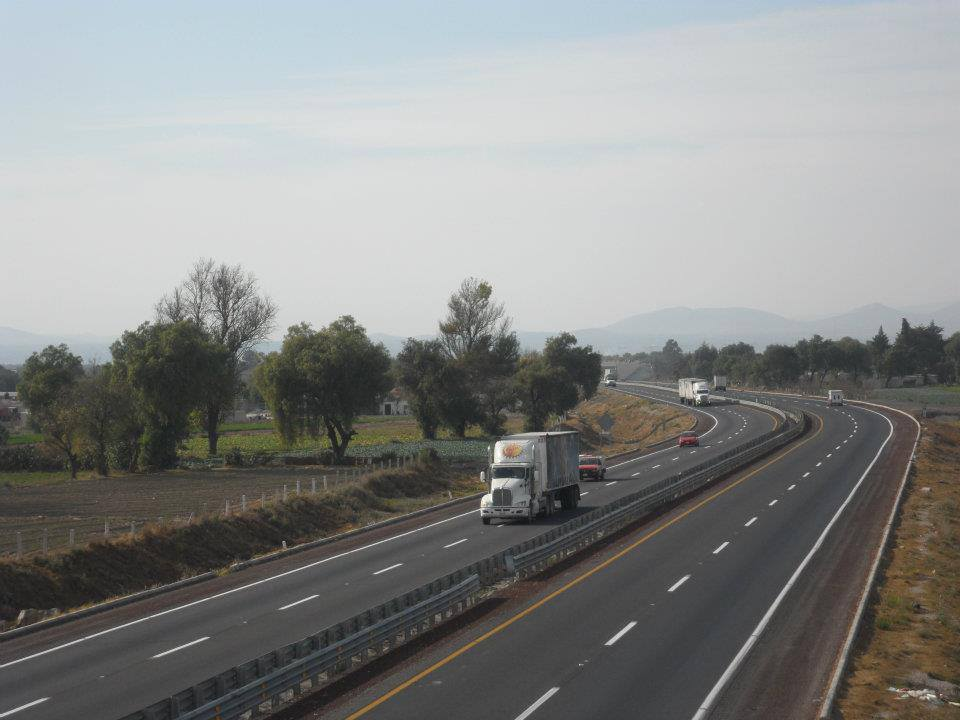
Autopista Puebla-Orizaba, no México

Na segunda metade do século XX foi construída uma rede rodoviária que interliga as grandes e médias cidades de todo o México. A malha rodoviária do México tem uma extensão de 366.095 km, dos quais 116.802 km são pavimentados; Destes, 10.474 km são rodovias duplicadas: 9.544 km  são rodovias de quatro pistas e o restante tem 6 ou mais pistas.
Já a rede básica de ferrovias sofreu poucas mudanças desde a época que foi construída, nas 2 últimas décadas do século XIX. Fortemente centralizada na capital do país, consta de 3 linhas fundamentais que a liga ao norte e outra que dirige para o sul, sendo o Grupo México a principal empresa do setor.
Cerca da metade do comércio exterior é feita por via marítima. Também e importante o carregamento de petroleiros diretamente das plataformas da baia de Compeche. Uma extensa rede de gasoduto e oleodutos une os centros produtores, processadores e consumidores. Os quatro principais portos marítimos que concentram cerca de 60% do tráfego de mercadorias no México são Altamira e Veracruz no Golfo do México, e Manzanillo e Lázaro Cárdenas no Oceano Pacífico. Considerando toda a América Latina, os 10 maiores portos em termos de movimentação são: Colón (Panamá), Santos (Brasil), Manzanillo (México), Bahía de Cartagena (Colômbia), Pacífico (Panamá), Callao (Peru), Guayaquil ( Equador), Buenos Aires (Argentina), San Antonio (Chile) e Buenaventura (Colômbia).

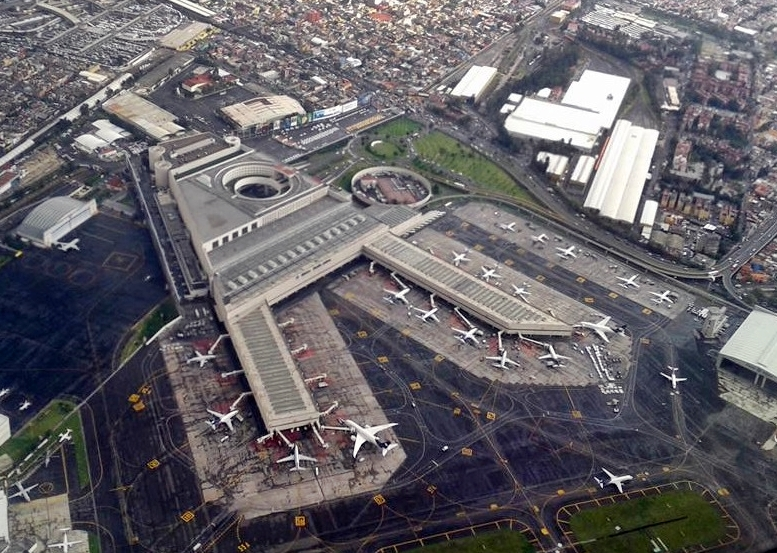
Aeroporto Internacional da Cidade do México

O transporte aéreo é muito desenvolvido. Os primeiros serviços de passageiros e correio foram criados em 1921. Além da capital, as principais cidades e núcleos turísticos dispõem de aeroportos internacionais, quase todas as cidades de alguma importância estão ligadas entre si por voos regulares. Do México se pode voar diretamente para vários países da América e da Europa. Existem 1.834 aeroportos no México, o terceiro maior número de aeroportos por país no mundo. Os sete maiores aeroportos, que absorvem 90% das viagens aéreas, são (por ordem de tráfego aéreo): Cidade do México, Cancún, Guadalajara, Monterrey, Tijuana, Acapulco e Puerto Vallarta. Considerando toda a América Latina, os 10 aeroportos mais movimentados em 2017 foram: Cidade do México (México), São Paulo-Guarulhos (Brasil), Bogotá (Colômbia), Cancún (México), São Paulo-Congonhas (Brasil), Santiago (Chile ), Lima (Peru), Brasília (Brasil), Rio de Janeiro (Brasil) e Tocumen (Panamá).
As maiores cidades mexicanas são servidas por modernos sistemas de telecomunicações internacionais e nacionais.

## Outras informações
Pecuária e pesca: bovinos, suínos, caprinos, ovinos, equinos, camarão, sardinha, anchova.
Mineração: petróleo, gás natural, carvão, ferro, cobre, zinco, chumbo, manganês, prata, ouro, enxofre e urânio.
Indústrias: máquinas e equipamento de transporte, máquinas elétricas, alimentos e bebidas, produtos químicos, tecidos, metalurgia, papel, calçado.
|Pauta de exportação
|maquinaria e equipamento de transporte, manufaturas, petróleo e derivados, alimentos, minerais.
|-
|Pauta de importação
|maquinaria e equipamento de transporte, manufaturas, minerais, alimentos, matérias-primas.